# Perdido por Cem
Perdido por Cem... (1972) é um filme português de António Pedro Vasconcelos, que se integra no movimento do Novo Cinema.
Influenciado pelo neo-realismo italiano, que se ia vendo nas sessões dos cineclubes de Lisboa, inspira-se na Nouvelle Vague para se assumir na vanguarda portuguesa, sensível à injustiça social e tenaz nas suas esperanças. Retoma a questão do jovem provinciano que se perde em Lisboa, tema que já Paulo Rocha explorara em Os Verdes Anos (1964). La vie à l’improvise é o tema decorrente e o estilo com que se filma Pedro o Louco, de Godard, (1965) serve de modelo.
O filme estreou no cinema Satélite, em Lisboa, no dia 9 de Abril de 1973.

## Ficha sumária
- Argumento: António Pedro Vasconcelos
- Realizador: António Pedro Vasconcelos
- Produção: Centro Português de Cinema (CPC)
- Financiamento: Fundação Calouste Gulbenkian
- Rodagem: Março e Setembro de 1971
- Formato: 35 mm p/b
- Género: ficção (drama social)
- Duração 117’
- Distribuição: Animatógrafo (António da Cunha Telles)
- Estreia: Cinema Satélite, em Lisboa, a 9 de Abril de 1973

## Sinopse
O Artur, rapaz da província, aproveita uma boleia do Rui para escapar para Lisboa. O amigo mete-o em andanças de rádio e da publicidade, mas aquilo é um tanto supérfluo. Sente-se desenraizado e sem horizontes. Conhece Joana, ela também uma provinciana de difícil adaptação. Apaixona-se. Obcecado por ela, questiona-se. Que sente ela por si? Ele e ela estão de partida para Roma quando o antigo namorado da Joana, um ex-combatente de Angola, surge em cena e a mata. A polícia interroga Artur, mas ele diz que nem sequer a conhecia. E vai à vida. O trauma da guerra em efeito de boomerang sobre os que procuram escapar ao país e improvisar o destino.

## Elenco
- José Cunha (Artur)
- Marta Leitão (Joana)
- José Nuno Martins (Rui)
- Ana Maria Lucas (Marta)
- António Machado Ribeiro (António Pedro)
- António Rama (namorado da Joana)
- Albano Silva Pereira (Albano)
- Carmizé (Féfé)
- Nuno Pereira (Nuno)
- Carlos Ferreiro (Carlos)
- Patrícia Vasconcelos

## Ficha técnica
- Argumento: António Pedro Vasconcelos
- Realizador: António Pedro Vasconcelos
- Financiamento: Fundação Calouste Gulbenkian
- Produção: Jorge Paixão, José Martinho Alves do Rio, Paulo Branco, Teresa Vaz da Silva
- Chefe de produção: Paulo Gil
- Rodagem: Março e Setembro de 1971
- Director de fotografia: João Rocha
- Assistente de imagem: José Carvalho
- Iluminação: João Rocha
- Director de som: Ruy d’Almeida e Mello
- Canções: Paulo de Carvalho
- Sonoplastia: Alexandre Gonçalves
- Laboratório de imagem: Eclair (Paris)
- Laboratório de som: Valentim de Carvalho
- Formato: 35 mm p/b
- Género: ficção (drama social)
- Duração 117’
- Distribuição: Animatógrafo (António da Cunha Telles)
- Estreia: Cinema Satélite, em Lisboa, a 9 de Abril de 1973